# 33970 Conorbenson
33970 Conorbenson è un asteroide della fascia principale. Scoperto nel 2000, presenta un'orbita caratterizzata da un semiasse maggiore pari a 2,991081 au e da un'eccentricità di 0,101153, inclinata di 9,667282° rispetto all'eclittica. Ha un diametro di 3,870	km.